# Evangelische Kirche Schwanheim

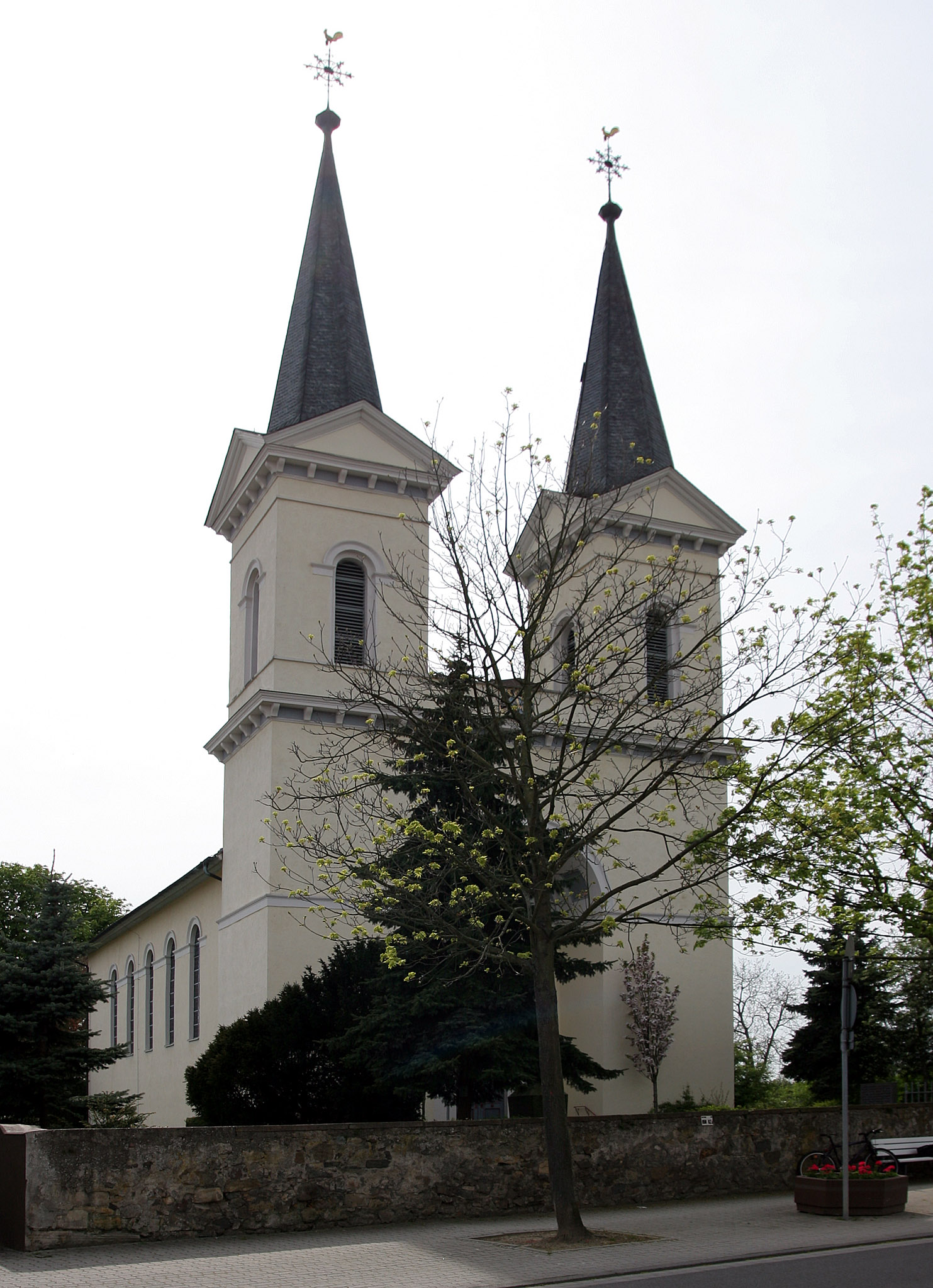
Die Evangelische Kirche in Schwanheim

Die Evangelische Kirche Schwanheim ist eine 1821 im klassizistischen Stil errichtete Kirche in Bensheim-Schwanheim. Die doppeltürmige Kirche ist ein unter Denkmalschutz stehendes Kulturdenkmal und Wahrzeichen von Schwanheim. Die Kirchengemeinde gehört zum Dekanat Bergstraße in der Propstei Starkenburg der Evangelischen Kirche in Hessen und Nassau.

## Lage und Geschichte
Die Kirche befindet sich in der Rohrheimer Straße 34 von Schwanheim, das seit 1971 ein Stadtteil von Bensheim ist. Früher war der Standort am südöstlichen Ortseingang von Schwanheim. Durch das Neubaugebiet im Süden ist die Lage nun deutlich zentraler geworden.
Die Ursprünge der Kirche gehen auf das Jahr 1411 zurück. Auf dieses Jahr datiert die erste urkundliche Erwähnung einer Pfarrei in Schwanheim. Spätestens 1448 wurde auch ein Kirchengebäude errichtet. Dieser Bau wurde 1618 bis 1620 durch einen Neubau ersetzt, der von Jakob Wustmann geplant war. Die Kirche wurde allerdings erst 1687 eingeweiht. Wustmann ist auch der Baumeister der Darmstädter Schlosskirche. Der Bau wurde gegen Ende des 18. Jahrhunderts für die Kirchengemeinde zu klein. Es gab erste Erweiterungspläne von Landbaumeister Spieß, die aber nicht zur Ausführung kamen. Stattdessen wurde nach Plänen des Darmstädter Baudirektors Georg Moller von 1819 bis 1821 ein Neubau errichtet. Die Bauleitung hatte der Darmstädter Georg August Lerch.
Bereits 1839 wurde im Innern eine Renovierung durchgeführt. Die ursprünglich schlichten klassizistischen Zeltdächer der Türme wurde 1877 auf Wunsch der Gemeinde durch hohe Spitzhelme ersetzt. Der Frankfurter Maler Karl Lanz dekorierte 1907 das Kircheninnere mit Jugendstilmalerei, die bei einer weiteren Renovierung 1962/63 wieder entfernt wurde. Die letzte Restaurierung von 1993/94 hat den ursprünglichen Zustand wiederhergestellt.

## Aufbau
Die Kirche ist vollständig mit einem weißen Putz verputzt. Der Grundriss ist längsrechteckig, dem eine blockartige Eingangsfront vorgelagert ist. Das Kirchenschiff wird von schmalen Nebenräumen flankiert. Der Altarraum ist in das Schiff integriert.
Die Orgel wurde 1863 von Heinrich Keller gebaut. Die ursprünglichen Kirchenbänke wurden 1963 ausgetauscht und vernichtet. Zwei Ehrenmäler für die Gefallenen der beiden Weltkriege befinden sich vor der Kirche. Das Letzte wurde 1956 errichtet.